# Staré sídelní území
Staré sídelní území je souhrnný název pro oblasti na území dnešní České republiky, které byly tradičně osídleny většinou pravěkých zemědělských kultur a také během raného středověku.
V Čechách se jednalo především o úrodné nížiny kolem Labe, dolní Vltavy, střední a dolní Ohře a kolem dolní Jizery a Bíliny. Na Moravě staré sídelní území zahrnovalo jihomoravské úvaly a nivy střední a západní Moravy. Malá ale významná stará sídelní oblast, známá jako tzv. Malá Haná, se nacházela na severozápadě Moravy v Boskovické brázdě. Na území českého Slezska se pak jedná o území především na levobřeží řeky Opavy v pásu od Krnova dále na Opavsko a Hlučínsko. Toto území představuje však zlomek větší sídelní enklávy na Horním Slezsku, které se rozprostírá především na levobřeží Odry v pásu Hlubčické pahorkatiny.
Spíše výjimečně bývaly během pravěku a raného středověku osídleny i jiné oblasti. Většina zbytku Čech a Moravy byla zalesněna anebo pokryta pahorkatinami a horami, a tudíž k zemědělství tehdejší úrovně nezpůsobilá. 
Až v 11. a 12. století se vlivem vnitřní kolonizace začalo osídlení posouvat za hranice starého sídelního území. S tímto procesem souviselo systematické klučení lesa. K osídlení ostatních částí Čech a Moravy došlo nezvratně v 13. a 14. století během tzv. velké kolonizace vrcholného středověku.

## Kmenová oblast
Se starým sídelním územím souvisí kmenové oblasti. Pojem kmenová oblast poprvé použil geograf Jaromír Korčák v roce 1938 v práci Geopolitické základy Československa pro centrální území Čech (Polabí, dolní Povltaví, Pojizeří a Poohří), Moravy (oblasti Horno a Dolnomoravského úvalu a Boskovická brázda s tzv. Malou Hanou) a Slezska (pás od Hlučínska přes Opavsko ke Krnovu součást většího celku Horního Slezska) osídlené kontinuálně již od neolitu (někdy lze najít i pojem mateřské populační oblasti). Tyto oblasti jsou genetickým jádrem osídlení, součástí etnického celku odkud se postupně osídlení šířilo do oblasti druhotného osídlení, která je označována pojmem rámcové oblasti. Kmenové oblasti jsou v podstatě staré sídelní oblasti Františka Říkovského (1939) nebo stará kulturní území Jána Hromádky (1943). Za kmenovou oblast (v dřívějších dílech mateřské oblasti populační) se v Korčákově jeho pojetí považuje území nejstaršího souvislého osídlení, v níž se geografická souvislost obyvatelstva projevuje i geneticky. Vychází z teorie o genetické kontinuitě populací v oblastech pravěkého osídlení opírající se o syntetické vzájemné působení zemského povrchu (přírodních podmínek) a souvislého osídlení obyvatelstva. Ve vývoji trvajícím nepřerušeně po dobu nejméně 200 pokolení spatřuje nositele samostatného vývoje etnického typu. Taková kmenová oblast je ovšem jen částí etnického celku, jeho genetickým jádrem, nejstarší základnou, odkud se osídlení rozšířilo do oblastí druhotného osídlení označovaných Korčákem za oblasti rámcové (v moderní terminologii bychom řekli periferní).